# Liste der Nummer-eins-R&B-Alben in den USA (1990)
Dies ist eine Liste der Nummer-eins-Alben in den von Billboard ermittelten Verkaufscharts für R&B-Alben in den USA im Jahr 1990. In diesem Jahr gab es sieben Nummer-eins-Alben.
| ← 1989 ← | Liste der Nummer-eins-R&B-Alben in den USA | Liste der Nummer-eins-R&B-Alben in den USA | Liste der Nummer-eins-R&B-Alben in den USA | 1991 →                    |
| \| Zeitraum \| Wo. ges. \| Interpret \| Titel \| Zusätzliche Informationen \| \| (Zeitraum, Wochen auf Platz eins, Interpret, Titel, zusätzliche Informationen) \| \| \| \| \| \| ------------------------------------------------------------------------------ \| -------- \| --------------- \| -------------------------------- \| ------------------------- \| \| 31. Dezember 1989 – 26. Januar 1990 4 Wochen (insgesamt 10) \| 10 \| Babyface \| Tender Lover[1] \| – \| \| 27. Januar 1990 – 20. April 1990 12 Wochen (insgesamt 12) \| 12 \| Quincy Jones \| Back on the Block[2] \| – \| \| 21. April 1990 – 27. April 1990 1 Woche (insgesamt 11) \| 11 \| Babyface \| Tender Lover \| – \| \| 28. April 1990 – 1. Juni 1990 5 Wochen (insgesamt 5) \| 5 \| MC Hammer \| Please Hammer, Don’t Hurt ’Em[3] \| – \| \| 2. Juni 1990 – 8. Juni 1990 1 Woche (insgesamt 1) \| 1 \| Bell Biv DeVoe \| Poison[4] \| – \| \| 9. Juni 1990 – 29. Juni 1990 3 Wochen (insgesamt 8) \| 8 \| MC Hammer \| Please Hammer, Don’t Hurt ’Em \| – \| \| 30. Juni 1990 – 6. Juli 1990 1 Woche (insgesamt 1) \| 1 \| Johnny Gill \| Johnny Gill[5] \| – \| \| 7. Juli 1990 – 3. August 1990 4 Wochen (insgesamt 12) \| 12 \| MC Hammer \| Please Hammer, Don’t Hurt ’Em \| – \| \| 4. August 1990 – 17. August 1990 2 Wochen (insgesamt 4) \| 4 \| Johnny Gill \| Johnny Gill \| – \| \| 18. August 1990 – 24. August 1990 1 Woche (insgesamt 12) \| 12 \| MC Hammer \| Please Hammer, Don’t Hurt ’Em \| – \| \| 25. August 1990 – 31. August 1990 1 Woche (insgesamt 1) \| 1 \| Keith Sweat \| I’ll Give All My Love to You[6] \| – \| \| 1. September 1990 – 21. Dezember 1990 16 Wochen (insgesamt 28) \| 28 \| MC Hammer \| Please Hammer, Don’t Hurt ’Em \| – \| \| 22. Dezember 1990 – 28. Dezember 1990 1 Woche (insgesamt 1) \| 1 \| Whitney Houston \| I’m Your Baby Tonight[7] \| – \| |                                            |                                            |                                            |                           |
| ← 1989 |                                            |                                            |                                            | → 1991 →                  |
| Zeitraum | Wo. ges.                                   | Interpret                                  | Titel                                      | Zusätzliche Informationen |
| (Zeitraum, Wochen auf Platz eins, Interpret, Titel, zusätzliche Informationen) |                                            |                                            |                                            |                           |
| 31. Dezember 1989 – 26. Januar 1990 4 Wochen (insgesamt 10) | 10                                         | Babyface                                   | Tender Lover                               | –                         |
| 27. Januar 1990 – 20. April 1990 12 Wochen (insgesamt 12) | 12                                         | Quincy Jones                               | Back on the Block                          | –                         |
| 21. April 1990 – 27. April 1990 1 Woche (insgesamt 11) | 11                                         | Babyface                                   | Tender Lover                               | –                         |
| 28. April 1990 – 1. Juni 1990 5 Wochen (insgesamt 5) | 5                                          | MC Hammer                                  | Please Hammer, Don’t Hurt ’Em              | –                         |
| 2. Juni 1990 – 8. Juni 1990 1 Woche (insgesamt 1) | 1                                          | Bell Biv DeVoe                             | Poison                                     | –                         |
| 9. Juni 1990 – 29. Juni 1990 3 Wochen (insgesamt 8) | 8                                          | MC Hammer                                  | Please Hammer, Don’t Hurt ’Em              | –                         |
| 30. Juni 1990 – 6. Juli 1990 1 Woche (insgesamt 1) | 1                                          | Johnny Gill                                | Johnny Gill                                | –                         |
| 7. Juli 1990 – 3. August 1990 4 Wochen (insgesamt 12) | 12                                         | MC Hammer                                  | Please Hammer, Don’t Hurt ’Em              | –                         |
| 4. August 1990 – 17. August 1990 2 Wochen (insgesamt 4) | 4                                          | Johnny Gill                                | Johnny Gill                                | –                         |
| 18. August 1990 – 24. August 1990 1 Woche (insgesamt 12) | 12                                         | MC Hammer                                  | Please Hammer, Don’t Hurt ’Em              | –                         |
| 25. August 1990 – 31. August 1990 1 Woche (insgesamt 1) | 1                                          | Keith Sweat                                | I’ll Give All My Love to You               | –                         |
| 1. September 1990 – 21. Dezember 1990 16 Wochen (insgesamt 28) | 28                                         | MC Hammer                                  | Please Hammer, Don’t Hurt ’Em              | –                         |
| 22. Dezember 1990 – 28. Dezember 1990 1 Woche (insgesamt 1) | 1                                          | Whitney Houston                            | I’m Your Baby Tonight                      | –                         |